# تپه قارا قایا ۲
تپه قارا قایا ۲ مربوط به دوره اشکانیان - دوره ساسانیان است و در شهرستان میانه، بخش مرکزی، دهستان کله بوزغربی، ۱ کیلومتری غرب روستای درین درق واقع شده و این اثر در تاریخ ۲۸ اسفند ۱۳۸۵ با شمارهٔ ثبت ۱۸۸۸۰ به‌عنوان یکی از آثار ملی ایران به ثبت رسیده است.